# Pseudyrias watsoni
Pseudyrias watsoni är en fjärilsart som beskrevs av William Schaus 1940. Pseudyrias watsoni ingår i släktet Pseudyrias och familjen nattflyn. Inga underarter finns listade.